# Coupe des nations masculine de hockey sur gazon 2024-2025
Navigation
Pologne 2023-2024 2025-2026
La Coupe des nations masculine de hockey sur gazon 2024-2025 était la 3e édition de la Coupe des nations masculine de hockey sur gazon, le tournoi annuel de promotion pouu la Ligue professionnelle masculine de hockey sur gazon et de relégation pour la Coupe des nations II masculine de hockey sur gazon organisé par la Fédération internationale de hockey. Le tournoi se tenait du 15 au 21 juin 2025 à Kuala Lumpur en Malaisie.
L'Afrique du Sud est relégué à la Coupe des nations II 2025-2026 à la suite de sa défaite en match pour la 7e place face au Japon sur le score de 2 - 1.
La Nouvelle-Zélande est promue à la Ligue professionnelle 2025-2026 à la suite de sa victoire en finale face au Pakistan sur le score de 6 - 2.

## Organisation

### Désignation du pays hôte
Le 24 février 2025, la Malaisie est désignée pays organisateur avec pour ville hôte Kuala Lumpur. Cette organisation est annoncée par la Fédération internationale de hockey en collaboration avec la Confédération malaisienne de hockey,.

### Stade
| [[Fichier:Malaysia location map.svg\|240px\|{{#if:\|{{{alt}}}\|Coupe des nations masculine de hockey sur gazon 2024-2025 est dans la page Malaisie.]]Kuala Lumpur | Kuala Lumpur                   |
| --- | ------------------------------ |
| [[Fichier:Malaysia location map.svg\|240px\|{{#if:\|{{{alt}}}\|Coupe des nations masculine de hockey sur gazon 2024-2025 est dans la page Malaisie.]]Kuala Lumpur | Stade national de Kuala Lumpur |
| [[Fichier:Malaysia location map.svg\|240px\|{{#if:\|{{{alt}}}\|Coupe des nations masculine de hockey sur gazon 2024-2025 est dans la page Malaisie.]]Kuala Lumpur | Capacité: 12 000               |
| [[Fichier:Malaysia location map.svg\|240px\|{{#if:\|{{{alt}}}\|Coupe des nations masculine de hockey sur gazon 2024-2025 est dans la page Malaisie.]]Kuala Lumpur |                                |

## Format

### Système de promotion-relégation entre les Coupe des nations I-II
Lors du 49e congrès qui s'est tenu le 9 novembre 2024 à Mascate à Oman, la compétition se dirige vers un système de promotion-relégation entre le dernier de la Coupe des nations et le premier de la Coupe des nations II en même temps que le système de promotion-relégation entre le dernier de la Ligue professionnelle et le premier de la Coupe des nations. Ce changement de format permet à une équipe d'une division la plus basse de prendre la place de l'équipe qui terminera dernière de la Coupe des nations à la fin de la saison,.

### Compétition
Huit équipes sont réparties en deux groupes de quatre équipes. Le format est celui d'un tournoi toutes rondes : chaque équipe joue un match contre les trois autres équipes du même groupe. Les deux premiers de chaque groupe se qualifient pour la phase de promotion tandis que les deux derniers de chaque groupe se qualifient pour la phase de relégation.

### Ligue professionnelle et Coupe des nations II 2025-2026
Huit participants concourent pour une place synonyme de promotion à la Ligue professionnelle 2025-2026. À la fin de la compétition, le vainqueur de la Coupe des nations est promu à la Ligue professionnelle tandis que le perdant du match pour la 7e place est relégué à la Coupe des nations II pour la saison 2025-2026.

## Équipes qualifiées
Les huit équipes qui participent à la compétition sont reparties sur base de leurs performances de leur tournoi respectif de la saison dernière,.
| Compétition                     | Dates                          | Lieu     | Quotas | Qualifiés                                            |
| ------------------------------- | ------------------------------ | -------- | ------ | ---------------------------------------------------- |
| Ligue professionnelle 2023-2024 | 6 décembre 2023 - 30 juin 2024 | Divers   | 0      | Irlande,                                             |
| Coupe des nations 2023-2024     | 31 mai - 9 juin 2024           | Terrassa | 5      | France Corée du Sud Malaisie Pakistan Afrique du Sud |
| Classement mondial FIH          | 1er juillet 2024               | NC       | 2      | Japon Pays de Galles                                 |
| Réallocation                    | 1er octobre 2024               | NC       | 1      | Nouvelle-Zélande                                     |
| Total                           | Total                          | Total    | 8      |                                                      |

## Phase de groupes
Légende :
- Phase de promotion
- Phase de relégation

### Poule A
| Rang | Équipe         | Pts | J | G | N | P | Bp | Bc | Diff |
| ---- | -------------- | --- | - | - | - | - | -- | -- | ---- |
| 1    | France         | 7   | 3 | 2 | 1 | 0 | 12 | 10 | +2   |
| 2    | Corée du Sud   | 6   | 3 | 2 | 0 | 1 | 9  | 8  | +1   |
| 3    | Pays de Galles | 2   | 3 | 0 | 2 | 1 | 8  | 9  | -1   |
| 4    | Afrique du Sud | 1   | 3 | 0 | 1 | 2 | 7  | 9  | -2   |

| Match 1            | France                                                       | 6 - 5   | Corée du Sud                                                    |                                                                         |                                                                         |
| 15 juin 2025 14h00 | Esmenjaud 9e, 47e, 58e · Charlet 56e, 59e · Haertelmeyer 60e | (1 - 3) | 3e Lee J.J. · 21e, 44e Yang J.H. · 25e Lim D.H. · 36e Park C.E. | Arbitrage : Ilanggo Kanabathu Peter Kabaso Arbitre vidéo : Wanri Venter | Arbitrage : Ilanggo Kanabathu Peter Kabaso Arbitre vidéo : Wanri Venter |
| 15 juin 2025 14h00 | Rapport                                                      |         |                                                                 | Arbitrage : Ilanggo Kanabathu Peter Kabaso Arbitre vidéo : Wanri Venter | Arbitrage : Ilanggo Kanabathu Peter Kabaso Arbitre vidéo : Wanri Venter |

| Match 2            | Afrique du Sud                                       | 4 - 4   | Pays de Galles                      |                                                                 |                                                                 |
| 15 juin 2025 16h00 | De Lora 35e · Walstroom 37e · Mvimbi 50e · Davis 59e | (0 - 4) | 5e, 24e, 26e Pritchard · 22e Morgan | Arbitrage : Ben Grant Nick Saunders Arbitre vidéo : Zeke Newman | Arbitrage : Ben Grant Nick Saunders Arbitre vidéo : Zeke Newman |
| 15 juin 2025 16h00 | Rapport                                              |         |                                     | Arbitrage : Ben Grant Nick Saunders Arbitre vidéo : Zeke Newman | Arbitrage : Ben Grant Nick Saunders Arbitre vidéo : Zeke Newman |

| Match 5            | Corée du Sud                                | 3 - 2   | Pays de Galles             |                                                               |                                                               |
| 16 juin 2025 14h00 | Yang J.H. 44e · Lee J.J. 45e · Lim D.H. 57e | (0 - 1) | 30e Furlong · 59e Bradshaw | Arbitrage : Liu Xiaoying Ridge Bair Arbitre vidéo : Ben Grant | Arbitrage : Liu Xiaoying Ridge Bair Arbitre vidéo : Ben Grant |
| 16 juin 2025 14h00 | Rapport                                     |         |                            | Arbitrage : Liu Xiaoying Ridge Bair Arbitre vidéo : Ben Grant | Arbitrage : Liu Xiaoying Ridge Bair Arbitre vidéo : Ben Grant |

| Match 6            | Afrique du Sud               | 3 - 4   | France                               |                                                                         |                                                                         |
| 16 juin 2025 16h00 | Brooker 2e, 59e · Simons 59e | (1 - 1) | 1e, 35e, 44e Charlet · 58e Esmenjaud | Arbitrage : Timothy Sheahan Nick Saunders Arbitre vidéo : Lim Hong-Zhen | Arbitrage : Timothy Sheahan Nick Saunders Arbitre vidéo : Lim Hong-Zhen |
| 16 juin 2025 16h00 | Rapport                      |         |                                      | Arbitrage : Timothy Sheahan Nick Saunders Arbitre vidéo : Lim Hong-Zhen | Arbitrage : Timothy Sheahan Nick Saunders Arbitre vidéo : Lim Hong-Zhen |

| Match 9            | Corée du Sud | 1 - 0   | Afrique du Sud |                                                                |                                                                |
| 18 juin 2025 14h00 | Lim D.H. 29e | (1 - 0) |                | Arbitrage : Zeke Newman Ben Grant Arbitre vidéo : Liu Xiaoying | Arbitrage : Zeke Newman Ben Grant Arbitre vidéo : Liu Xiaoying |
| 18 juin 2025 14h00 | Rapport      |         |                | Arbitrage : Zeke Newman Ben Grant Arbitre vidéo : Liu Xiaoying | Arbitrage : Zeke Newman Ben Grant Arbitre vidéo : Liu Xiaoying |

| Match 10           | France                           | 2 - 2   | Pays de Galles              |                                                                        |                                                                        |
| 18 juin 2025 16h00 | Haertelmeyer 14e · Bellenger 54e | (1 - 1) | 22e Newbold · 45e Pritchard | Arbitrage : Ilanggo Kanabathu Lim Hong-Zhen Arbitre vidéo : Ridge Bair | Arbitrage : Ilanggo Kanabathu Lim Hong-Zhen Arbitre vidéo : Ridge Bair |
| 18 juin 2025 16h00 | Rapport                          |         |                             | Arbitrage : Ilanggo Kanabathu Lim Hong-Zhen Arbitre vidéo : Ridge Bair | Arbitrage : Ilanggo Kanabathu Lim Hong-Zhen Arbitre vidéo : Ridge Bair |

### Poule B
| Rang | Équipe             | Pts | J | G | N | P | Bp | Bc | Diff |
| ---- | ------------------ | --- | - | - | - | - | -- | -- | ---- |
| 1    | Nouvelle-Zélande T | 9   | 3 | 3 | 0 | 0 | 10 | 7  | +3   |
| 2    | Pakistan           | 4   | 3 | 1 | 1 | 1 | 9  | 9  | 0    |
| 3    | Malaisie H         | 4   | 3 | 1 | 1 | 1 | 8  | 8  | 0    |
| 4    | Japon              | 0   | 3 | 0 | 0 | 3 | 4  | 7  | -3   |

| Match 3            | Nouvelle-Zélande     | 2 - 1   | Japon        |                                                                     |                                                                     |
| 15 juin 2025 18h00 | Hiha 6e · Thomas 56e | (1 - 1) | 5e Shinohara | Arbitrage : Timothy Sheahan Ridge Bair Arbitre vidéo : Peter Kabaso | Arbitrage : Timothy Sheahan Ridge Bair Arbitre vidéo : Peter Kabaso |
| 15 juin 2025 18h00 | Rapport              |         |              | Arbitrage : Timothy Sheahan Ridge Bair Arbitre vidéo : Peter Kabaso | Arbitrage : Timothy Sheahan Ridge Bair Arbitre vidéo : Peter Kabaso |

| Match 4            | Malaisie                    | 3 - 3   | Pakistan                            |                                                                   |                                                                   |
| 15 juin 2025 20h00 | Fitri 49e · Cholan 52e, 56e | (0 - 2) | 6e Nadeem · 9e Rehman · 54e W. Rana | Arbitrage : Zeke Newman Wanri Venter Arbitre vidéo : Liu Xiaoying | Arbitrage : Zeke Newman Wanri Venter Arbitre vidéo : Liu Xiaoying |
| 15 juin 2025 20h00 | Rapport                     |         |                                     | Arbitrage : Zeke Newman Wanri Venter Arbitre vidéo : Liu Xiaoying | Arbitrage : Zeke Newman Wanri Venter Arbitre vidéo : Liu Xiaoying |

| Match 7            | Japon                       | 2 - 3   | Pakistan                                |                                                                      |                                                                      |
| 16 juin 2025 18h00 | Matsumoto 9e · Yamasaki 11e | (2 - 1) | 8e Ghazanfar · 34e W. Rana · 52e Sufyan | Arbitrage : Ilanggo Kanabathu Ben Grant Arbitre vidéo : Wanri Venter | Arbitrage : Ilanggo Kanabathu Ben Grant Arbitre vidéo : Wanri Venter |
| 16 juin 2025 18h00 | Rapport                     |         |                                         | Arbitrage : Ilanggo Kanabathu Ben Grant Arbitre vidéo : Wanri Venter | Arbitrage : Ilanggo Kanabathu Ben Grant Arbitre vidéo : Wanri Venter |

| Match 8            | Malaisie                               | 3 - 4   | Nouvelle-Zélande                          |                                                                        |                                                                        |
| 16 juin 2025 20h00 | Akhimullah 18e · Fitri 38e · Azrai 39e | (1 - 0) | 44e, 52e Ward · 45e Yorston · 46e Findlay | Arbitrage : Lim Hong-Zhen Peter Kabaso Arbitre vidéo : Timothy Sheahan | Arbitrage : Lim Hong-Zhen Peter Kabaso Arbitre vidéo : Timothy Sheahan |
| 16 juin 2025 20h00 | Rapport                                |         |                                           | Arbitrage : Lim Hong-Zhen Peter Kabaso Arbitre vidéo : Timothy Sheahan | Arbitrage : Lim Hong-Zhen Peter Kabaso Arbitre vidéo : Timothy Sheahan |

| Match 11           | Nouvelle-Zélande                  | 4 - 3   | Pakistan                      |                                                                  |                                                                  |
| 18 juin 2025 18h00 | Woods 7e · Cosslett 43e, 45e, 52e | (1 - 3) | 13e, 14e Rehman · 28e W. Rana | Arbitrage : Wanri Venter Peter Kabaso Arbitre vidéo : Ridge Bair | Arbitrage : Wanri Venter Peter Kabaso Arbitre vidéo : Ridge Bair |
| 18 juin 2025 18h00 | Rapport                           |         |                               | Arbitrage : Wanri Venter Peter Kabaso Arbitre vidéo : Ridge Bair | Arbitrage : Wanri Venter Peter Kabaso Arbitre vidéo : Ridge Bair |

| Match 12           | Malaisie                 | 2 - 1   | Japon        |                                                                        |                                                                        |
| 18 juin 2025 20h00 | Norsyafiq 5e · Azrai 26e | (2 - 0) | 56e Yamasaki | Arbitrage : Liu Xiaoying Timothy Sheahan Arbitre vidéo : Nick Saunders | Arbitrage : Liu Xiaoying Timothy Sheahan Arbitre vidéo : Nick Saunders |
| 18 juin 2025 20h00 | Rapport                  |         |              | Arbitrage : Liu Xiaoying Timothy Sheahan Arbitre vidéo : Nick Saunders | Arbitrage : Liu Xiaoying Timothy Sheahan Arbitre vidéo : Nick Saunders |

## Phase de relégation

### Tableau de relégation
|  | Demi-finales pour la 5e place | Demi-finales pour la 5e place | Demi-finales pour la 5e place | Demi-finales pour la 5e place |                        |                | Match pour la 5e place | Match pour la 5e place | Match pour la 5e place | Match pour la 5e place |
|  |                               |                               |                               |                               |                        |                |                        |                        |                        |                        |
|  | 20 juin 2025                  | 20 juin 2025                  | 20 juin 2025                  | 20 juin 2025                  |                        |                | 21 juin 2025           | 21 juin 2025           | 21 juin 2025           | 21 juin 2025           |
|  | A3                            | Pays de Galles                | 6                             | 6                             |                        |                | 21 juin 2025           | 21 juin 2025           | 21 juin 2025           | 21 juin 2025           |
|  | A3                            | Pays de Galles                | 6                             | 6                             |                        |                | 21 juin 2025           | 21 juin 2025           | 21 juin 2025           | 21 juin 2025           |
|  | B4                            | Japon                         | 4                             | 4                             |                        |                | 21 juin 2025           | 21 juin 2025           | 21 juin 2025           | 21 juin 2025           |
|  | B4                            | Japon                         | 4                             | 4                             | A3                     | Pays de Galles | 2                      | 2                      |                        |                        |
|  | 20 juin 2025                  |                               |                               |                               | A3                     | Pays de Galles | 2                      | 2                      |                        |                        |
|  |                               |                               | B3                            | Malaisie                      | 1                      | 1              |                        |                        |                        |                        |
|  | B3                            | Malaisie                      | B3                            | Malaisie                      | 1                      | 1              | 4                      | 4                      |                        |                        |
|  | B3                            | Malaisie                      |                               |                               |                        |                |                        | 4                      |                        |                        |
|  | A4                            | Afrique du Sud                | 2                             | 2                             |                        |                |                        |                        |                        |                        |
|  | A4                            | Afrique du Sud                | 2                             | 2                             | Match pour la 7e place |                |                        |                        |                        |                        |
|  |                               |                               |                               |                               |                        |                |                        |                        |                        |                        |
|  | 21 juin 2025                  |                               |                               |                               |                        |                |                        |                        |                        |                        |
|  | B4                            | Japon                         | 2                             | 2                             |                        |                |                        |                        |                        |                        |
|  | B4                            | Japon                         | 2                             | 2                             |                        |                |                        |                        |                        |                        |
|  | A4                            | Afrique du Sud                | 1                             | 1                             |                        |                |                        |                        |                        |                        |
|  | A4                            | Afrique du Sud                | 1                             | 1                             |                        |                |                        |                        |                        |                        |

### Demi-finales pour la5eplace
| Match 13           | Pays de Galles                                              | 6 - 4   | Japon                                                |                                                                  |                                                                  |
| 20 juin 2025 13h30 | Newbold 9e · Morgan 21e, 34e, 45e · Welsh 34e · Furlong 59e | (2 - 2) | 20e Ooka · 30e Yamasaki · 32e Matsumoto · 60e Kawabe | Arbitrage : Wanri Venter Nick Saunders Arbitre vidéo : Ben Grant | Arbitrage : Wanri Venter Nick Saunders Arbitre vidéo : Ben Grant |
| 20 juin 2025 13h30 | Rapport                                                     |         |                                                      | Arbitrage : Wanri Venter Nick Saunders Arbitre vidéo : Ben Grant | Arbitrage : Wanri Venter Nick Saunders Arbitre vidéo : Ben Grant |

| Match 14           | Malaisie                                           | 4 - 2   | Afrique du Sud              |                                                                    |                                                                    |
| 20 juin 2025 16h00 | Syed 15e · Shafiq 37e · Akhimullah 40e · Fitri 53e | (1 - 1) | 30e Walstroom · 51e Mentoor | Arbitrage : Zeke Newman Lim Hong-Zhen Arbitre vidéo : Liu Xiaoying | Arbitrage : Zeke Newman Lim Hong-Zhen Arbitre vidéo : Liu Xiaoying |
| 20 juin 2025 16h00 | Rapport                                            |         |                             | Arbitrage : Zeke Newman Lim Hong-Zhen Arbitre vidéo : Liu Xiaoying | Arbitrage : Zeke Newman Lim Hong-Zhen Arbitre vidéo : Liu Xiaoying |

### Match pour la7eplace
| Match 17           | Japon                      | 2 - 1   | Afrique du Sud |                                                                    |                                                                    |
| 21 juin 2025 13h30 | Shinohara 35e · Kawabe 42e | (0 - 1) | 7e Davis       | Arbitrage : Lim Hong-Zhen Liu Xiaoying Arbitre vidéo : Zeke Newman | Arbitrage : Lim Hong-Zhen Liu Xiaoying Arbitre vidéo : Zeke Newman |
| 21 juin 2025 13h30 | Rapport                    |         |                | Arbitrage : Lim Hong-Zhen Liu Xiaoying Arbitre vidéo : Zeke Newman | Arbitrage : Lim Hong-Zhen Liu Xiaoying Arbitre vidéo : Zeke Newman |

### Match pour la5eplace
| Match 18           | Malaisie | 1 - 2   | Pays de Galles             |                                                                     |                                                                     |
| 21 juin 2025 16h00 | Syed 20e | (1 - 0) | 42e Bradshaw · 50e Furlong | Arbitrage : Ridge Bair Timothy Sheahan Arbitre vidéo : Peter Kabaso | Arbitrage : Ridge Bair Timothy Sheahan Arbitre vidéo : Peter Kabaso |
| 21 juin 2025 16h00 | Rapport  |         |                            | Arbitrage : Ridge Bair Timothy Sheahan Arbitre vidéo : Peter Kabaso | Arbitrage : Ridge Bair Timothy Sheahan Arbitre vidéo : Peter Kabaso |

## Phase de promotion

### Tableau de promotion
|  | Demi-finales | Demi-finales     | Demi-finales | Demi-finales     |                               |          | Finale       | Finale       | Finale       | Finale       |
|  |              |                  |              |                  |                               |          |              |              |              |              |
|  | 20 juin 2025 | 20 juin 2025     | 20 juin 2025 | 20 juin 2025     |                               |          | 21 juin 2025 | 21 juin 2025 | 21 juin 2025 | 21 juin 2025 |
|  | A1           | France           | 3 (2)        | 3 (2)            |                               |          | 21 juin 2025 | 21 juin 2025 | 21 juin 2025 | 21 juin 2025 |
|  | A1           | France           | 3 (2)        | 3 (2)            |                               |          | 21 juin 2025 | 21 juin 2025 | 21 juin 2025 | 21 juin 2025 |
|  | B2           | Pakistan         | 3 (3)tab     | 3 (3)tab         |                               |          | 21 juin 2025 | 21 juin 2025 | 21 juin 2025 | 21 juin 2025 |
|  | B2           | Pakistan         | 3 (3)tab     | 3 (3)tab         | B2                            | Pakistan | 2            | 2            |              |              |
|  | 20 juin 2025 |                  |              |                  | B2                            | Pakistan | 2            | 2            |              |              |
|  |              |                  | B1           | Nouvelle-Zélande | 6                             | 6        |              |              |              |              |
|  | B1           | Nouvelle-Zélande | B1           | Nouvelle-Zélande | 6                             | 6        | 2 (4)tab     | 2 (4)tab     |              |              |
|  | B1           | Nouvelle-Zélande |              |                  |                               |          |              | 2 (4)tab     |              |              |
|  | A2           | Corée du Sud     | 2 (3)        | 2 (3)            |                               |          |              |              |              |              |
|  | A2           | Corée du Sud     | 2 (3)        | 2 (3)            | Match pour la troisième place |          |              |              |              |              |
|  |              |                  |              |                  |                               |          |              |              |              |              |
|  | 21 juin 2025 |                  |              |                  |                               |          |              |              |              |              |
|  | A1           | France           | 3 (3)tab     | 3 (3)tab         |                               |          |              |              |              |              |
|  | A1           | France           | 3 (3)tab     | 3 (3)tab         |                               |          |              |              |              |              |
|  | A2           | Corée du Sud     | 3 (2)        | 3 (2)            |                               |          |              |              |              |              |
|  | A2           | Corée du Sud     | 3 (2)        | 3 (2)            |                               |          |              |              |              |              |

### Demi-finales
| Match 15           | France                                              | 3 - 3             | Pakistan                                |                                                                  |                                                                  |
| 20 juin 2025 18h30 | Esmenjaud 25e · Charlet 34e, 58e                    | (1 - 0)           | 38e Afraz · 42e Sufyan · 43e Hammadudin | Arbitrage : Ben Grant Timothy Sheahan Arbitre vidéo : Ridge Bair | Arbitrage : Ben Grant Timothy Sheahan Arbitre vidéo : Ridge Bair |
| 20 juin 2025 18h30 | Rapport                                             |                   |                                         | Arbitrage : Ben Grant Timothy Sheahan Arbitre vidéo : Ridge Bair | Arbitrage : Ben Grant Timothy Sheahan Arbitre vidéo : Ridge Bair |
| 20 juin 2025 18h30 | Montecot · Lockwood · Tynevez · Sellier · Esmenjaud | Tirs au but 2 - 3 | Afraz · Rehman · Hannan · W. Rana       | Arbitrage : Ben Grant Timothy Sheahan Arbitre vidéo : Ridge Bair | Arbitrage : Ben Grant Timothy Sheahan Arbitre vidéo : Ridge Bair |

| Match 16           | Nouvelle-Zélande                             | 2 - 2             | Corée du Sud                                           |                                                                  |                                                                  |
| 20 juin 2025 21h00 | Elmes 10e · Thomas 19e                       | (2 - 1)           | 25e Lim D.H. · 37e Yang J.H.                           | Arbitrage : Peter Kabaso Liu Xiaoying Arbitre vidéo : Ridge Bair | Arbitrage : Peter Kabaso Liu Xiaoying Arbitre vidéo : Ridge Bair |
| 20 juin 2025 21h00 | Rapport                                      |                   |                                                        | Arbitrage : Peter Kabaso Liu Xiaoying Arbitre vidéo : Ridge Bair | Arbitrage : Peter Kabaso Liu Xiaoying Arbitre vidéo : Ridge Bair |
| 20 juin 2025 21h00 | Boyde · Findlay · Phillips · Yorston · Woods | Tirs au but 4 - 3 | Bae S.M. · Lee H.S. · Cheon M.S. · Lee J.J. · Bae J.S. | Arbitrage : Peter Kabaso Liu Xiaoying Arbitre vidéo : Ridge Bair | Arbitrage : Peter Kabaso Liu Xiaoying Arbitre vidéo : Ridge Bair |

### Match pour la3eplace
| Match 19           | France                                          | 3 - 3             | Corée du Sud                                            |                                                                          |                                                                          |
| 21 juin 2025 18h30 | Marqué 15e · Esmenjaud 26e · Sellier 50e        | (2 - 1)           | 18e, 49e Yang J.H. · 45e Lim D.H.                       | Arbitrage : Ilanggo Kanabathu Nick Saunders Arbitre vidéo : Peter Kabaso | Arbitrage : Ilanggo Kanabathu Nick Saunders Arbitre vidéo : Peter Kabaso |
| 21 juin 2025 18h30 | Rapport                                         |                   |                                                         | Arbitrage : Ilanggo Kanabathu Nick Saunders Arbitre vidéo : Peter Kabaso | Arbitrage : Ilanggo Kanabathu Nick Saunders Arbitre vidéo : Peter Kabaso |
| 21 juin 2025 18h30 | Montecot · Jouin · Lockwood · Sellier · Charlet | Tirs au but 3 - 2 | Kim H.J. · Cheon M.S. · Bae J.S. · Yang J.H. · Jin G.H. | Arbitrage : Ilanggo Kanabathu Nick Saunders Arbitre vidéo : Peter Kabaso | Arbitrage : Ilanggo Kanabathu Nick Saunders Arbitre vidéo : Peter Kabaso |

### Finale
| Match 20           | Pakistan                 | 2 - 6   | Nouvelle-Zélande                                                   |                                                                   |                                                                   |
| 21 juin 2025 21h00 | Zikriya 36e · Sufyan 59e | (0 - 5) | 6e, 58e Cosslett · 15e Hiha · 17e Thomas · 18e Findlay · 27e Boyde | Arbitrage : Wanri Venter Zeke Newman Arbitre vidéo : Liu Xiaoying | Arbitrage : Wanri Venter Zeke Newman Arbitre vidéo : Liu Xiaoying |
| 21 juin 2025 21h00 | Rapport                  |         |                                                                    | Arbitrage : Wanri Venter Zeke Newman Arbitre vidéo : Liu Xiaoying | Arbitrage : Wanri Venter Zeke Newman Arbitre vidéo : Liu Xiaoying |

## Statistiques

### Buteurs

#### 7 buts
- Victor Charlet

#### 6 buts
- Xavier Esmenjaud
- Yang Jihun

#### 5 buts
- Lim Dohyun
- Scott Cosslett

#### 4 buts
- Syed Cholan
- Jolyon Morgan
- Jack Pritchard

#### 3 buts
- Koji Yamasaki
- Fitri Saari
- Sam Hiha
- Dylan Thomas
- Gareth Furlong

#### 2 buts
- Louis Haertelmeyer
- Kosei Kawabe
- Kazumasa Matsumoto
- Ryosuke Shinohara
- Lee Jungjun
- Akhimullah Anuar
- Kamal Azrai
- Sean Findlay
- Sufyan Khan
- Waheed Rana
- Abdul Rehman
- Jaydon Brooker
- Calvin Davis
- Angelo Walstroom
- Rhys Bradshaw
- Fred Newbold

#### 1 but
- Amaury Bellenger
- Benjamin Marqué
- Corentin Sellier
- Ryoma Ooka
- Park Cheoleon
- Shafiq Hassan
- Norsyafiq Sumantri
- Scott Boyde
- Jonty Elmes
- Finn Ward
- Nic Woods
- Simon Yorston
- Afraz
- Ghazanfar Ali
- Muhammad Hammadudin
- Zikriya Hayat
- Ahmad Nadeem
- Trevor de Lora
- Carlon Mentoor
- Samkelo Mvimbi
- Marvin Simons
- Sam Welsh

### Classement final
| Rang                         | Groupe | Équipe             | J | G | N | P | BP | BC | Diff | Pts | Classement mondial FIH | Classement mondial FIH | Classement mondial FIH |
| Rang                         | Groupe | Équipe             | J | G | N | P | BP | BC | Diff | Pts | Avant                  | Après                  | Chgt                   |
| ---------------------------- | ------ | ------------------ | - | - | - | - | -- | -- | ---- | --- | ---------------------- | ---------------------- | ---------------------- |
| Médaille d'or                | B      | Nouvelle-Zélande T | 5 | 4 | 1 | 0 | 18 | 11 | +7   | 13  | 12                     | 9                      | +3                     |
| Médaille d'argent            | B      | Pakistan           | 5 | 1 | 2 | 2 | 14 | 18 | -4   | 5   | 15                     | 15                     | 0                      |
| Médaille de bronze           | A      | France             | 5 | 2 | 3 | 0 | 18 | 16 | +2   | 9   | 9                      | 10                     | -1                     |
| 4                            | A      | Corée du Sud       | 5 | 2 | 2 | 1 | 14 | 13 | +1   | 8   | 14                     | 13                     | +1                     |
| Éliminés en phase de groupes |        |                    |   |   |   |   |    |    |      |     |                        |                        |                        |
| 5                            | A      | Pays de Galles     | 5 | 2 | 2 | 1 | 16 | 14 | +2   | 8   | 18                     | 16                     | +2                     |
| 6                            | B      | Malaisie H         | 5 | 2 | 1 | 2 | 13 | 12 | +1   | 7   | 13                     | 12                     | +1                     |
| 7                            | B      | Japon              | 5 | 1 | 0 | 4 | 10 | 14 | -4   | 3   | 16                     | 18                     | -2                     |
| 8                            | A      | Afrique du Sud     | 5 | 0 | 1 | 4 | 10 | 15 | -5   | 1   | 11                     | 14                     | -3                     |

|  | Nation promue pour la Ligue professionnelle 2025-2026  |
|  | Nation reléguée pour la Coupe des nations II 2025-2026 |

1. ↑  La Nouvelle-Zélande renonce à la promotion en Ligue professionnelle 2025-2026 en raison de soucis financiers.